# George Meeker
Pour les articles homonymes, voir Meeker.
George Meeker est un acteur américain, né à New York — District de Brooklyn — (État de New York, États-Unis) le 5 mars 1904, décédé à Carpinteria (Californie, États-Unis) le 19 août 1984.

## Biographie
George Meeker apparaît au cinéma dans 180 films américains, entre 1928 et 1951, année où il se retire. Un de ses rôles les plus connus est celui de Robespierre, qu'il tient en 1938 dans Marie-Antoinette de W. S. Van Dyke.
Au théâtre, il joue à Broadway dans quatre pièces et une comédie musicale, de 1924 à 1929.
Une étoile lui est dédiée sur le Walk of Fame d'Hollywood Boulevard.

## Filmographie partielle
- 1928 : Les Quatre Fils (Four Sons) de John Ford
- 1928 : The Escape de Richard Rosson
- 1931 : Strictly Dishonorable de John M. Stahl
- 1932 : Emma de Clarence Brown
- 1932 : The Misleading Lady de Stuart Walker
- 1932 : Histoire d'un amour (Back Street) de John M. Stahl
- 1932 : The Famous Ferguson Case de Lloyd Bacon
- 1932 : Fireman, Save My Child de Lloyd Bacon
- 1932 : A Fool's Advice (en) de Ralph Ceder
- 1932 : The First Year de William K. Howard
- 1932 : Blessed Event de Roy Del Ruth
- 1932 : Vanity Street de Nick Grinde
- 1932 : Afraid to Talk de Edward L. Cahn
- 1932 : Tess of the Storm Country de Alfred Santell
- 1932 : The Match King de Howard Bretherton
- 1933 : Pick-up de Marion Gering
- 1933 : Night of Terror (en) de Benjamin Stoloff
- 1933 : Song of the Eagle de Ralph Murphy
- 1933 : La Vie de Jimmy Dolan (The Life of Jimmy Dolan) d'Archie Mayo
- 1933 : La Femme aux gardénias (Double Harness) de John Cromwell
- 1933 : Grand Bazar (Sweepings) de John Cromwell
- 1933 : Chance at Heaven de William A. Seiter
- 1933 : Une nuit seulement (Only Yesterday) de John M. Stahl
- 1933 : Son dernier combat (en) (King for a Night) de Kurt Neumann
- 1934 : Hi, Nellie ! de Mervyn LeRoy
- 1934 : Hips Hips Hooray de Mark Sandrich
- 1934 : Dark Hazard (en) de Alfred E. Green
- 1934 : Ever Since Eve de George Marshall
- 1934 : Melody in Spring de Norman Z. McLeod
- 1934 : Et demain ? (Little Man, Whant Now ?) de Frank Borzage
- 1934 : La Femme la plus riche du monde (The Richest Girl in the World) de William A. Seiter
- 1934 : Against the Law de Lambert Hillyer
- 1934 : La Course de Broadway Bill (Broadway Bill) de Frank Capra
- 1934 : Bachelor of Arts de Louis King
- 1934 : Uncertain Lady (en) de Karl Freund
- 1934 : I Believed in You de Irving Cummings
- 1934 : Paris Interlude de Edwin L. Marin
- 1934 : The Dragon Murder Case de H. Bruce Humberstone
- 1935 : Murder on a Honeymoon (en) de Lloyd Corrigan
- 1935 : Cocktails et Homicides (Remember Last Night ?) de James Whale
- 1935 : Soir de noces (The Wedding Night) de King Vidor
- 1935 : Welcome Home de James Tinling
- 1935 : Lampes de Chine (Oil for the Lamps of China) de Mervyn LeRoy
- 1935 : Manhattan Butterfly de Lewis D. Collins
- 1935 : Dante's Inferno de Harry Lachman
- 1935 : Murder by Television de Clifford Sanforth
- 1935 : The Rainmakers de Fred Guiol
- 1935 : If You Could Only Cook de William A. Seiter
- 1936 : Don't Get Personal de William Nigh
- 1936 : Tango de Phil Rosen
- 1936 : La Petite Provinciale (Small Town Girl) de William A. Wellman et Robert Z. Leonard
- 1936 : L'Extravagant Mr. Deeds (Mr. Deeds goes to Town) de Frank Capra
- 1936 : Le Médecin de campagne (The Country Doctor) de Henry King
- 1936 : In Paris A W O L de Roland D. Reed
- 1936 : Gentle Julia de John G. Blystone
- 1936 : Neighborhood House de Charley Chase
- 1936 : Walking on Air de Joseph Santley
- 1936 : Bonne Blague (Wedding Present) de Richard Wallace
- 1936 : Career Woman de Lewis Seiler
- 1936 : Beware of Ladies de Irving Pichel
- 1937 : Le destin se joue la nuit (History Is Made at Night) de Frank Borzage
- 1937 : On Again-Off Again d'Edward F. Cline
- 1937 : Stella Dallas de King Vidor
- 1937 : Escape by Night de Hamilton MacFadden
- 1937 : Music for Madame de John G. Blystone
- 1937 : The Westland Case de Christy Cabanne
- 1938 : Tarzan's Revenge de D. Ross Lederman
- 1938 : Change of Heart de James Tinling
- 1938 : Reckless Living (en) de Frank McDonald
- 1938 : Danger on Air de Otis Garrett
- 1938 : Having Wonderful Time de Alfred Santell
- 1938 : Marie-Antoinette (Marie Antoinette) de W. S. Van Dyke
- 1938 : Slander House de Charles Lamont
- 1939 : Autant en emporte le vent (Gone with the Wind) de Victor Fleming, George Cukor et Sam Wood
- 1939 : The Long Shot de Charles Lamont
- 1939 : Les Ailes de la flotte (Wings of the Navy) de Lloyd Bacon
- 1939 : Le monde est merveilleux (It's a Wonderful World) de W. S. Van Dyke
- 1939 : Les Fantastiques Années 20 (The Roaring Twenties) de Raoul Walsh
- 1939 : Swanee River de Sidney Lanfield
- 1939 : Rough Riders' Round-up de Joseph Kane
- 1939 : The Lady and the Mob de Benjamin Stoloff
- 1939 : The Kid from Texas de S. Sylvan Simon
- 1939 : Undercover Doctor de Louis King
- 1939 : The Jones Family in Hollywood de Malcolm St Clair
- 1939 : Stunt Pilot de George Waggner
- 1939 : Everything's on Ice de Erle C. Kenton
- 1939 : A Child Is Born de Lloyd Bacon
- 1939 : Nick Carter, Master Detective de Jacques Tourneur
- 1939 : Deuxième à gauche (All Women Have Secrets) de Kurt Neumann
- 1940 : Free Blonde and 21 de Ricardo Cortez
- 1940 : Sandy Is a Lady de Charles Lamont
- 1940 : Yesterday's Heroes de Herbert I. Leeds
- 1940 : A Night at Earl Carroll's de Kurt Neumann
- 1940 : Michael Shayne, Private Detective d'Eugene Forde
- 1941 : La Grande Évasion (High Sierra) de Raoul Walsh
- 1941 : Marry the Boss's Daughter de Thornton Freeland
- 1941 : Folie douce (Love Crazy) de Jack Conway
- 1942 : La Glorieuse Parade (Yankee Doodle Yankee) de Michael Curtiz
- 1942 : Les Folles Héritières (The Gay Sisters) d'Irving Rapper
- 1942 : Les Chevaliers du ciel (Captains of the Clouds) de Michael Curtiz
- 1942 : Casablanca de Michael Curtiz
- 1942 : Larceny, Inc. de Lloyd Bacon : M. Jackson
- 1942 : Murder in the Big House de B. Reeves Eason
- 1942 : Wings for the Eagle de Lloyd Bacon
- 1943 : L'Étrange Incident (The Ox-Bow Incident) de William A. Wellman
- 1944 : I accuse my Parents de Sam Newfield
- 1944 : Seven Doors to Death d'Elmer Clifton
- 1944 : Les Yeux d'un mort (Dead Man's Eyes) de Reginald Le Borg
- 1944 : Le mariage est une affaire privée (Marriage is a Private Affair) de Robert Z. Leonard
- 1945 : The Big Show-Off (en) d'Howard Bretherton
- 1945 : Blonde Ransom de William Beaudine
- 1946 : Les Dés sanglants (Below the Deadline) de William Beaudine
- 1946 : L'Évadé de l'enfer (Angel on My Shoulder) d'Archie Mayo
- 1946 : Chick Carter, Detective de Derwin Abrahams
- 1946 : Murder Is My Business de Sam Newfield
- 1947 : Une vie perdue (Smash-up : The Story of a Woman) de Stuart Heisler
- 1947 : En route vers Rio (Road to Rio) de Norman Z. McLeod
- 1948 : Un caprice de Vénus (One Touch of Venus) de William A. Seiter
- 1948 : Le Bourgeois téméraire (The Dude goes West) de Kurt Neumann
- 1948 : Ma vie est une chanson (Words and Music) de Norman Taurog
- 1950 : Twilight in the Sierras de William Witney
- 1951 : Spoilers of the Plains de William Witney

## Théâtre (à Broadway)
Pièces, sauf mention contraire
- 1924 : Judy drops in de Mark Swan
- 1925-1926 : A Lady's Virtue de (et mise en scène par) Rachel Crothers, avec George Barbier, Mary Nash, Robert Warwick
- 1927 : Judy, comédie musicale, musique de Charles Rosoff, lyrics de Leo Robin, livret de Mark Swan, avec Queenie Smith
- 1928 : Back Here d'Olga Printzlau, avec Jean Dixon, Melvyn Douglas
- 1929 : Conflict de Warren F. Lawrence, avec Albert Dekker, Edward Arnold, Spencer Tracy